# 2019冠状病毒病马约特疫情
2019冠状病毒病马约特疫情，介绍在2019冠状病毒病疫情中，在法国海外省马约特发生的情况。2019冠状病毒病于2020年3月波及马约特。

## 时间轴
一名来自法国瓦兹省的男子于2020年3月10日抵达马约特岛。男子患有可疑流感，在医院观察了三天。3月13日，该男子新冠病毒检测呈阳性。